# Blackbeard Legend of a Pyrate King
Blackbeard Legend of a Pyrate King est une mini-série publiée par Dynamite Entertainment en 2009 et 2010 à propos d’un des plus fameux pirates de l’histoire.

## Historique
L’histoire du pirate Barbe-Noire est assez mal connue jusqu’en 1716. Ces manques permettent justement l’échafaudage de multiples hypothèses. Eduardo Sanchez et Gregg Hale ont donc enquêté sur le personnage pour bâtir une histoire, bien sûr romancée, du personnage jusqu’à son combat final sur l’île d’Ocracoke.
Ce sont Robert Place Napton et Jamie Nash qui sont chargés de l’adaptation de Sanchez et Hale tandis que Mario Guevara assurera les dessins de toute la saga.
Si la carrière de pirate du personnage n’est pas à l’égal d’un Jack Rackham, moins connu mais plus sanguinaire, d’un Henry Morgan, beaucoup roué ou d’un Jean-David Nau, beaucoup plus cruel, sa notoriété est bien plus grande.
Homme de marketing avant la lettre, il avait pris l’habitude d’insérer dans ses cheveux des mèches de canon allumées ce qui lui donnait un air tout à fait terrifiant. Les six pistolets qu’il accrochait à ses ceintures lui permettaient également de faire feu plus souvent que ses adversaires, ce qui accroissait davantage encore sa réputation d’être quasi-surnaturel. Cela ne l’empêcha pas de mourir au combat et d’avoir sa tête tranchée et suspendue au mât de son propre navire en guise de trophée.

## Publications
Tous les numéros font 22 planches à l’exception du premier qui en a 24. Soit un total de 134 planches.
1. Octobre 2009 – 24 planches
2. Novembre 2009 – 22 planches
3. janvier 2010 – 22 planches
4. Mars 2010 – 22 planches
5. Mai 2010 – 22 planches
6. Octobre 2010 – 22 planches

### Sources
- Pirates et Flibustiers des Caraïbes Catalogue du Musée National de la Marine (Hoëbeke -2001)
- Pirates et Flibustiers par Douglas Botting (Time-Life 1979)